# Peter af Eboli
Peter af Eboli eller Petrus de Ebulo var en didaktisk digter og kronikør, som skrev på latin, og havde sin storhedstid fra ca. 1197 til 1220. Hans illustrerede værk Liber ad honorem Augusti sive de rebus Siculis er en central kilde til at forstå den tysk-romerske kejser Henrik 6.'s aktiviteter i Syditalien, særligt dennes erobring af kongeriget Sicilien.